# Mammillaria varieaculeata
Mammillaria varieaculeata ist eine Pflanzenart aus der Gattung Mammillaria in der Familie der Kakteengewächse (Cactaceae). Das Artepitheton varieaculeata bedeutet ‚verschieden-, abwechselnd stachlig, -stechend, -beißend‘.

## Beschreibung
Mammillaria varieaculeata wächst stark sprossend, manchmal auch dichotom teilend und Gruppen bildend. Die kugeligen bis zylindrischen Triebe sind grün bis dunkelgrün. Sie werden bis zu 13 Zentimeter hoch und erreichen dabei einen Durchmesser von bis zu 9 Zentimeter. Die Warzen sind pyramidal geformt. Die Axillen sind mit 10 bis 25 weißen Borsten besetzt, welche eine Länge von 4 bis 8 Millimeter aufweisen. Die bis zu 5 Mitteldornen, im Alter weniger, sind nadelig und hellbraun. Sie werden im Alter etwas dunkler. Die zuerst gebildeten Dornen sind 0,5 bis 1 Zentimeter lang und die später gebildeten Dornen sind bis zu 2,5 Zentimeter lang. Die 17 bis 24 Randdornen sind weiß, von der Basis her gelblich braun, später dunkelbraun und 4 bis 8 Millimeter lang.
Die roten Blüten messen 1,5 Zentimeter in Länge und Durchmesser. Die keulig geformten Früchte sind scharlachrot. Sie sind 1,5 bis 2 Zentimeter lang und enthalten braune Samen.

## Verbreitung, Systematik und Gefährdung
Mammillaria varieaculeata ist im mexikanischen Bundesstaat Puebla verbreitet.
Die Erstbeschreibung erfolgte 1966 durch Francisco Guillermo Buchenau. Ein Synonym von Mammillaria varieaculeata ist Mammillaria mystax var. varieaculeata  (F.G.Buchenau) E.Kuhn (1981, nom. inval.  ICBN-Artikel 33.3).
In der Roten Liste gefährdeter Arten der IUCN wird die Art als „Data Deficient (DD)“, d. h. mit keinen ausreichenden Daten geführt.

## Nachweise